# Eole (réacteur)
Pour les articles homonymes, voir Éole (homonymie).
Eole était un réacteur nucléaire de recherche à eau lourde mis en service en 1965 sur le centre CEA de Cadarache. Il pouvait accueillir des cœurs expérimentaux de réacteurs à eau légère. Il est arrêté définitivement en 2017 et son démantèlement doit commencer en 2024.

## Historique
Il est installé dans le même bâtiment que le réacteur Minerve, lui-même arrêté définitivement.
De faible puissance, il était non seulement destiné à des expériences neutroniques mais aussi utilisé pour former de futurs agents à la conduite de réacteurs. Il s'agissait de l'installation nucléaire de base française n°42 (INB 42), devenue INB 42-U durant sa phase de démantèlement.
Eole a aussi été conçu pour étudier le cœur des réacteurs à eau légère ou bouillante constitués d'assemblage de combustible MOX.
En février 2010, l'une des 4 barres de contrôle du réacteur Eole est restée anormalement bloquée en position haute. L'incident a été déclaré à l'Autorité de sûreté nucléaire et classé au niveau 1 de l'échelle INES. 